# Wang Peng
Wang Peng (en chino tradicional, 王鵬; en chino simplificado, 王鹏; pinyin, Wáng Péng; Dalian, Liaoning, 16 de junio de 1978) es un exfutbolista chino que jugaba en la posición de delantero.

## Carrera

### Club
| Periodo   | Club                                 | País  | Apariciones | Goles |
| --------- | ------------------------------------ | ----- | ----------- | ----- |
| 1996-2007 | Dalian Wanda                         | China | 194         | 52    |
| 2005      | →Sichuan First City (cedido)         | China | 24          | 8     |
| 2006      | →Xi'an Chanba International (cedido) | China | 24          | 6     |
| 2008–2009 | Shaanxi Baorong Chanba               | China | 51          | 8     |

### Selección nacional
Debutó con China el 22 de noviembre de 1998 en un empate 0-0 ante Corea del Sur en un partido amistoso. Jugó en 15 ocasiones y anotó tres goles, todos ellos en los Juegos Asiáticos de 1998 donde ganó la medalla de bronce, y también participó en la Copa Asiática 2007.

## Logros
- Liga Jia-A: 1996, 1997, 1998, 2000, 2001, 2002
- Copa FA de China: 2001

## Estadísticas

### Goles con la selección nacional
| N.º | Fecha                   | Lugar                                                          | Oponente  | Gol | Resultado | Competición              |
| --- | ----------------------- | -------------------------------------------------------------- | --------- | --- | --------- | ------------------------ |
| 1   | 30 de noviembre de 1998 | Estadio de la Provincia de Surat Thani, Surat Thani, Tailandia | Líbano    | 4–1 | 4–1       | Juegos Asiáticos de 1998 |
| 2   | 2 de diciembre de 1998  | Estadio de la Provincia de Surat Thani, Surat Thani, Tailandia | Camboya   | 2–0 | 4–1       | Juegos Asiáticos de 1998 |
| 3   | 19 de diciembre de 1998 | Estadio Tinsulanon, Songkhla, Tailandia                        | Tailandia | 2–0 | 2–0       | Juegos Asiáticos de 1998 |